# Nicholas Aylward Vigors
Nicholas Aylward Vigors (Old Leighlin, condado de Carlow, 1785 – 26 de outubro de 1840) foi um zoólogo e político irlandês.
Vigors estudou no Trinity College, em Oxford. Serviu no exército durante a Guerra Peninsular 1809-1811 e retornou para Oxford, graduando-se em 1817.
Vigors foi co-fundador da Sociedade Zoológica de Londres em 1826, e seu primeiro-secretário até 1833. Naquele ano, fundou o que tornou-se a Real Sociedade Entomológica de Londres. Foi um membro da Sociedade Linneana de Londres e da Royal Society. Foi autor de 40 trabalhos, principalmente em Ornitologia. Forneceu textos para A Century of Birds from the Himalaya Mountains (1830–32) de John Gould.
Vigors herdou as propriedades de seu pai em 1828. Foi membro do parlamento para o borough de Carlow, de 1832 até 1835. Por um cuto período, representou o círculo eleitoral do condado de Carlow em 1835. Vigors foi reeleito em 1837 e manteve o posto até sua morte em 1840.